# Cheek

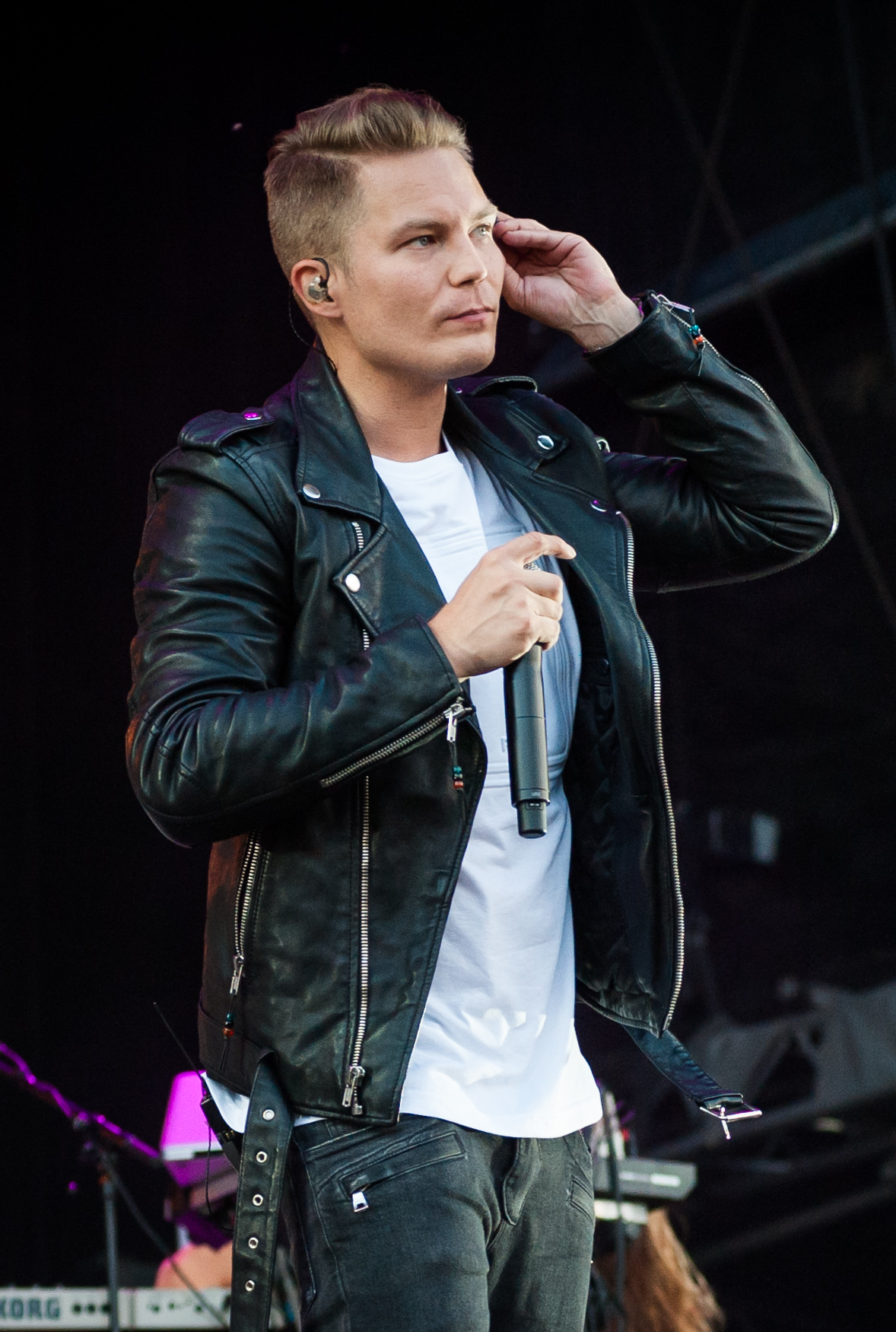
Cheek 2016

Jare Henrik Tiihonen (mer känd under sitt artistnamn Cheek), född den 22 december 1981 i Vanda, är en finländsk rapartist.
Han kallas för "Cheek" ("kind" på engelska) eftersom han hade runda kinder när han gick i skolan. Cheek har hittills släppt 25 singlar och  10 album, och han rappar även ofta i andra sångares låtar. Cheek vann priset för "bästa hip hop-album" på 2010 års Emma-gala. Han skriver ofta texterna och melodin till sina låtar själv.
I november 2017 meddelade han officiellt att han skulle avsluta sin karriär i augusti 2018.

## Privatliv
Cheek har studerat på yrkeshögskola i Lahtis.

## Belöningar
1. NRJ Fashion Awards: "Trendigaste artist" 2010
2. The Voice: "Årets musikvideo" 2008 ("Liekeissä")
3. The Voice: "Årets officiella sommarhit" 2008 ("Liekeissä")
4. Emma-gala: "Årets Hiphop/rnb/dance -album" 2009 ("Jare Henrik Tiihonen")
5. The Voice: Årets officiella sommarhit" 2012 ("Sokka irti")

## Diskografi

### Singlar
1. "Huligaani" (2001)
2. "Avaimet mun kiesiin" (2004)
3. "Raplaulajan vapaapäivä" (feat. Brädi & Pappa) (2004)
4. "Avaimet mun kiesiin" (feat. Idän Ihme & Tupla-S) (2004)
5. "Liliku" (feat. Jonna) (2005)
6. "Nostan kytkintä" (2005)
7. "Täältä sinne" (2005)
8. "Sun täytyy" (feat. Sami Saari) (2007)
9. "Tuhlaajapoika" (feat. Tasis) (2007)
10. "Liekeissä" (2008)
11. "Kanssa tai ilman" (feat. Illi) (2008)
12. "Jos mä olisin sä" (2009)
13. "Mitä tänne jää" (2009)
14. "Jippikayjei" (2010)
15. "Maanteiden kingi" (2010)
16. "Mikä siinä on" (feat. Jontte) (2011)
17. "Pyrkiny vähentää" (feat. Spekti) (2012)
18. "Sokka irti" (2012)
19. "Syypää sun hymyyn" (feat. Yasmine Yamajoko) (2012)
20. "Anna mä meen" (feat. Jonne Aaron) (2012)
21. "Rakastuin mä luuseriin" (2012)
22. "Puhelinlangat laulaa" (2012)
23. "Tinakenkätyttö" (2012)
24. "Levoton Tuhkimo" (2012)
25. "Kaduilla tuulee" (2012)
26. "Jossu" (2013)
27. "Timantit on ikuisia" (2013)

### Album
1. "Human & Beast" (2001)
2. "50/50" (2002)
3. "Pitää pystyy elää" (2003)
4. "Avaimet mun kulmille" (2003)
5. "Käännän sivuu" (2005)
6. "Kasvukipuja" (2007)
7. "Kuka sä oot" (2007)
8. "Jare Henrik Tiihonen" (2009)
9. "Jare Henrik Tiihonen 2" (2010)
10. "Sokka irti" (2012)
11. "Kuka muu muka" (2013)